# 미스트랄 AI
미스트랄 AI(Mistral AI)는 파리 (프랑스)에 본사를 둔 프랑스의 인공지능(AI) 스타트업이다. 개방형 가중치(Open-weight) 대형 언어 모델(LLM)을 전문으로 한다.

## 회사명
이 회사의 이름은 프랑스 남부의 강하고 차가운 바람인 미스트랄 (바람)(Mistral)에서 따왔다.

## 역사
미스트랄 AI는 2023년 4월, 세 명의 프랑스 AI 연구원인 아르튀르 멘쉬(Arthur Mensch), 기욤 램플(Guillaume Lample), 티모테 라크루아(Timothée Lacroix)가 설립했다.
첨단 AI 시스템 전문가인 멘쉬는 구글 딥마인드(DeepMind) 출신이다. 램플과 라크루아는 메타 플랫폼스(Meta Platforms)에서 근무했던 대규모 AI 모델 전문가이다.
이 세 사람은 에콜 폴리테크니크(École Polytechnique) 재학 시절 만났다.

## 사용하는 곳
- BNP 파리바
- AXA
- CMA CGM
- 잘란도